# Alexia Iulia Mărginean
Alexia Iulia Mărginean (* 16. Mai 2006 in Bukarest) ist eine rumänische Tennisspielerin.

## Karriere
Mărginean begann mit sieben mit dem Tennisspielen und bevorzugt Sandplätze. Sie spielt bislang ausschließlich auf der ITF Women’s World Tennis Tour, wo sie bisher einen Titel im Einzel gewinnen konnte.
2018 gewann Mărginean drei internationale U12-Turniere, 2019 und 2020 je ein U14 und 2022 ein J30.
Juni bis September 2022 spielte sie ihre ersten ITF-Turniere in Rumänien und Bulgarien. Ende Juni 2023 erreichte sie das erste Mal ein Viertelfinale eines mit 15.000 US-Dollar dotierten ITF-Turniers, Anfang September gelang ihr der erste Titelgewinn.

## Turniersiege

### Einzel
| Nr. | Datum              | Turnier | Kategorie | Belag | Finalgegnerin   | Ergebnis  |
| --- | ------------------ | ------- | --------- | ----- | --------------- | --------- |
| 1.  | 10. September 2023 | Buzău   | ITF W15   | Sand  | Anastasia Safta | 7:63, 6:2 |

## Persönliches
Gemäß ihrem Facebook-Profil besuchte sie die Colegiul National Titu Maiorescu und LPS Mircea Eliade in Bukarest.